# Gipuskoa
Gipuskoa (bask. Gipuzkoa, šp. Guipúzcoa) je provincija u Baskiji. Izlazi na Biskajski zaljev.
Zauzima površinu od 1980 km2, što je čini najmanjom provincijom u Španjolskoj. Po popisu iz 2002. godine ima 682.977 stanovnika, a samo u glavnom gradu, San Sebastiánu, živi četvrtina. Ostali važnija mjesta su: Irun, Errenteria, Zarautz, Arrasate, Oñati, Eibar, Tolosa, Beasain, Pasaia (glavna luka) i Hondarribia.

## Ime
Prvi zabilježeni naziv ove pokrajine je Ipuscoa iz dokumenta 1025. godine. Tijekom sljedećih godina i u različitim dokumentima, pojavljuje se nekoliko sličnih imena kao Ipuzcoa i Ipuçcha i Ipuzka.
Puna etimologija riječi Gipuzkoa nije u potpunosti utvrđena, ali se vezuje s baskijskim riječima giputz,koji sadrži korijen ip-koji se odnosi na riječi ipar (sjever), ipurdi (povratak) i ipuin(priča). Prema tome, ipuzko (jedan od prvih nekoliko poznatih odrednica) može se odnositi na nešto "prema sjeveru" ili "na sjeveru". 

## Nazivi

### Gipuzkoa
Gipuzkoa je službeni baskijski naziv, kojeg preporuča Kraljevska akademija baskijskog jezika, a obično se koristi na službenim dokumentima na tom jeziku. Također ga koriste mediji na španjolskom jeziku u Baskiji. Taj se naziv koristi u baskijskoj inačici španjolskog ustava i u Statutu autonomije Baskije na baskijskom jeziku. 
Gipuzkoa je i jedini službeni jezik u pokrajini za povijesni teritorij koji je odobrio Juntas Generales u pokrajini.

### Guipúzcoa
Guipúzcoa je naziv na španjolskom jeziku, kojeg preporuča Kraljevska španjolska akademija. Koristi se u neslužbenim dokumentima i, općenito, govornici španjolskog jezika. Također, taj se naziv koristi u španjolskoj inačici Ustava i španjolskoj inačici Statuta autonomije Baskije.

## Zemljopis
S 1,980 km2 Gipuskoa je najmanja pokrajina u Španjolskoj. provincija se sastoji od 88 općina s 709.607 stanovnika, od kojih četvrtina živi u prijestolnici, Donostiji.
Gipuskoa se ističe kao regija brdovitog i zelenog krajolika koji povezuje planinu i more, pored toga što je jako naseljena s brojnim urbanim jezgrama.Uočljiva prisutnost brda i neravnog terena među Gipuskoancima je razvila sklonost planinarenju i prirodi. Neke planine utopljene u tradiciji održale su legendarni i amblematski značaj, njihovi vrhovi često su pokriveni s križevima i spomenicima i planinarskim poštanskim sandučićima. Osim toga, hodočašća (koja su postupno izgubila svoj nekadašnji vjerski žar i danas imaju više svjetovno značenje) se ponekad održavaju na njihovim vrhovima. Neke poznate i kultne planine su Aiako Harria, Hernio, Txindoki, Aizkorri, Izarraitz, itd. 
Rijeke Gipuskoe pokazuju niz posebnosti različitih od drugih rijeka Biskajskog zaljeva. Ove rijeke, koje se uzdižu u brdovitom krajoliku baskijske unutrašnjosti (baskijsko gorje), protiču od juga na sjever, oblikujući uske uske doline koje se istežu u ovom smjeru prije ulaska u ocean. Rijeke se šire na kratkoj dužini s malim promjenama u količini vode zahvaljujući stabilnim oborinama tijekom cijele godine. Rijeke, navedene od zapada prema istoku, su sljedeće: Deba, Urola, Oria, Urumea Oiartzun i Bidasoa.

## Upravna podjela
Gipuskoa je podijeljena na tradiocionalne županije (eskualdeak) koje su pak podijeljene na općine (udalerriak).
Županije su:
1. Bidasoaldea (španjolski: Bajo Bidasoa)
2. Debabarrena (španjolski: Bajo Deva)
3. Debagoiena (španjolski: Alto Deva)
4. Donostialdea (španjolski: Comarca de San Sebastián)
5. Goierri (španjolski: Goyerri)
6. Oiartzualdea
7. Tolosaldea
8. Urola Erdia (španjolski: Urola Media )
9. Urola Garaia (španjolski: Alto Urola )
10. Urola Kosta (španjolski: Urola Costa )

## Kulturne značajke
Gipuzkera je dijalekt baskijskog jezika kojim se govori u većini regije, kao i susjednom području Navare, koji pokazuje znatnu vitalnost i zauzima istaknuto mjesto među drugim narječjima. Gipuskera je narječje s najvećim ukupni brojem govornika od među svima narječjima a Gipuskoa je ujedno i baskijska pokrajina s najvećim ukupnim brojem govornika baskijskog. Prema anketama iz 1981 i 1991. 85% stanovništva sebe smatra Baskima što je najveći postotak od svih pokrajina.
Pokrajinski sveci zaštitnici su Ignacije Loyola, koji je rođen u susjedstvu grada Loyole u gradu Azpeitia, te Gospa od Arantzazua.
Regija je proizvele mnoge poznate baskijske nogometaše kao što su Jose Angel Iribar, Joseba Etxeberria, Xabi Alonso i Mikel Arteta.

## Poveznice
- ostala naselja: Zumaia

## Vanjske poveznice
- Službena stranica (bask.) (šp.) (engl.) (fr.)